# 吾库萨克镇
吾库萨克镇，是中华人民共和国新疆维吾尔自治区喀什地区疏附县下辖的一个乡镇级行政单位。位于喀什市至疏附县城中段，东北距喀什市6公里，西南离疏附县城8公里，314国道贯穿全境。
2012年，新疆维吾尔自治区人民政府批复同意撤销吾库萨克乡建制，设立吾库萨克镇。

## 乡镇概括
全镇辖8个行政村，60个村民小组，2003年末全乡总人口3542户、15748人，有耕地面积26177亩，是一个农业、乡镇企业、民族手工业共同发展的城郊乡。
几年来，该乡充分利用地缘优势，在积极推进农业产业调整的同时，内引外联进行招商引资，积极发展以民族乐器为主的手工艺品制作，做大做强城郊经济，社会各项事业全面发展。2003年，全乡实现国内生产总值2706.6万元，农民人均纯收入达1333元。
该乡充分利用地缘和资源优势，加大招商引资工作力度，重点发展农产品深加工、城郊旅游、水产养殖等产业；扶持发展民族乐器等特色产业，将浓郁的民族文化和民族工艺产品推向全国和世界各地，实现经济跨越式发展。

## 行政区划
吾库萨克镇下辖以下地区：
霍吉拉村、帕其也尔村、喀库拉村、依拉库村、奥依巴格村、尤喀日吾库萨克村、托万克吾库萨克村和托万克木苏玛村。